# Codice internazionale di nomenclatura zoologica
Il Codice internazionale di nomenclatura zoologica o International Code of Zoological Nomenclature (denominazione ufficiale, in inglese), familiarmente detto The Code ("Il Codice") fra gli zoologi, è un insieme di regole nella zoologia che hanno l'intento fondamentale di provvedere alla massima universalità e continuità nella classificazione di tutti gli animali, secondo giudizio tassonomico.

Il Codice è considerato una guida per la nomenclatura degli animali, ma lascia agli zoologi un certo margine di libertà nel denominare e descrivere nuove specie.
Le regole all'interno del Codice determinano quali nomi sono potenzialmente validi, per qualunque taxon, inclusi i livelli di sottospecie e di superfamiglia. Le sue misure possono essere modificate o adattate a un particolare caso quando l'aderenza stretta ad esse potrebbe causare confusione. Eccezioni di questo tipo non possono mai essere svolte ad opera di un singolo scienziato (per quanto bravo e rispettato possa essere nel suo campo), ma solo dalla Commissione internazionale di nomenclatura zoologica (ICZN), che agisce al di sopra di tutti gli zoologi. La Commissione prende provvedimenti in conseguenza a questioni che le vengono proposte.
Il Codice regolamenta i nomi dei taxa di animali (regno Animalia) e di altri cladi di eucarioti tradizionalmente considerati "protozooi" e consta di Articoli (che sono obbligatori) e Raccomandazioni. Gli Articoli vennero progettati con lo scopo di permettere agli zoologi di poter far sì che i nomi dei taxa siano corretti in circostanze tassonomiche concrete. L'uso del Codice permette a uno zoologo di determinare il nome valido di qualsiasi taxon al quale un animale appartenga in qualunque categoria delle gerarchie specie, genere e famiglia (includendo sottospecie, sottogenere e categorie del livello famiglia tali come sottofamiglia e tribù). Il Codice non regola interamente i nomi dei taxa in alto al livello famiglia (ordine, classe, phylum) e non fornisce regole per l'uso sotto la categoria di sottospecie (varietà, aberrazione, natio, ecc.), poiché mancano di entità tassonomica.

## Antecedenti storici
La necessità dell'esistenza di un Codice Internazionale di Nomenclatura Zoologica accettato internazionalmente è una conseguenza della confusione di nomi che presero posto nella letteratura zoologica a partire da Carlo Linneo e durante il secolo XIX, in parte dovuto al principio di autorità, per il quale il nome valido di una specie era quello che le attribuiva il massimo specialista del tempo.
Il caos nella nomenclatura raggiunse tale dimensione che, nel 1842 il paleontologo inglese Hugh Strickland promosse la formazione di un comitato di esperti per creare un codice di norme che regolassero la nomenclatura zoologica, con membri illustri come Charles Darwin o Richard Owen. Questo primo embrione del Codice Internazionale di Nomenclatura Zoologica, apparso nel 1843, è conosciuto come Codice di Strickland.
A questo primo codice seguirono altri, dentro e fuori della Gran Bretagna. Al momento della celebrazione del Terzo Congresso Internazionale di Zoologia (Leida, 1895) esistevano tre complessi di regole nomenclaturali in uso, parzialmente incompatibili. In questo congresso si prospettò la necessità di un consenso e nacque la Commissione Internazionale di Nomenclatura Zoologica con lo scopo di riunire in un unico codice trilingue delle regole di nomenclatura accettabili da tutti gli zoologi. Il risultato dei lavori di questa venne pubblicato, dopo numerose vicissitudini, nel 1905 con il titolo di Regole Internazionali, essendo il primo Codice Internazionale di Nomenclatura Zoologica.
Nel 1961 venne pubblicata la seconda edizione del Codice e nel 1985 la terza edizione. Attualmente la nomenclatura zoologica si dirige verso la quarta edizione del Codice Internazionale di Nomenclatura Zoologica, pubblicata nel 1999 ed entrata in vigore il 1º gennaio del 2000, del quale si ha, per la prima volta, una versione in spagnolo autorizzata ufficialmente dalla Commissione.

## Nomenclatura e tassonomia
La parte della sistematica che si occupa dell'ordinamento degli organismi in differenti gruppi chiamati taxa è la tassonomia. La parte della tassonomia nella quale viene regolata l'aggiudicazione precisa e inequivocabile dei nomi assegnati ai differenti taxa è quella che si chiama nomenclatura.
L'unità di base della classificazione è la specie. L'insieme delle specie con certe caratteristiche comuni si raggruppano in una categoria tassonomica di maggior gerarchia denominata genere. L'insieme di generi con caratteristiche similari si raggruppano in una categoria tassonomica di rango superiore denominata tribù. L'insieme di tribù somiglianti si raggruppano in una stessa famiglia. A loro volta, le famiglie si raggruppano in ordini, questi in classi e, a loro volta, le classi in fili, tronchi o tipi di organizzazione.
Secondo le necessità di classificazione possono intercalarsi altre categorie che usano i prefissi super- (superfamiglia, superclasse), sotto- (sottordine, sottospecie) o infra- (infraclasse, infraordine).

## Nomi scientifici
Il Codice Internazionale di Nomenclatura Zoologica stabilisce norme che riguardano i livelli specie, genere e famiglia. Il livello specie include tutti i taxa nominali delle categorie specie e sottospecie (Art. 45.1); il livello genere abbraccia tutti i taxa nominali delle categorie genere e sottogenere (Art. 42.1); il livello famiglia include tutti i taxa nominali delle categorie superfamiglia, famiglia, tribù, sottotribù, e qualunque altra categoria sotto la superfamiglia e sopra il genere che si desidera (Art. 35.1).
Per i livelli superiori esistono differenze secondo le diverse scuole o nazioni. I livelli sotto la sottospecie non sono contemplati dal Codice, dato che fornire nomi scientifici a qualunque variazione fenotipica, pratica frequente in alcuni gruppi (lepidotteri, coleotteri, ecc.), viene considerata di nessuna utilità scientifica.
Le norme stabilite dal Codice devono essere assunte e rispettate da tutti gli zoologi, costituendo qualcosa di simile a una grammatica che permetta a tutti di parlare uno stesso idioma scientifico universale.
La nomenclatura zoologica richiede che ad ognuno dei nomi scientifici, indipendentemente dalla loro origine linguistica, venga assegnato un nome in latino, per cui si usano le 26 lettere dell'alfabeto latino (incluse j, k, w, y) e le norme grammaticali di questa lingua. Non possono usarsi segni diacritici (accenti, dieresi, tildi, ecc.)..

### Nomi uninominali
I nomi dei livelli famiglia e genere sono uninominali, vale a dire, constano di un'unica parola.

#### Nomi di livello famiglia
I nomi di livello famiglia sono plurali, devono iniziare sempre con maiuscola e devono presentare terminazioni concrete per ogni categoria, che sono obbligatorie e specifiche di essa, affinché risulti facile riconoscere a quale categoria tassonomica appartengano. Le terminazioni delle categorie del livello famiglia sono:
| Categoria     | Terminazione | italianizzazione | esempi                 |
| ------------- | ------------ | ---------------- | ---------------------- |
| Superfamiglia | -oidea       | -oidei           | Hominoidea (ominoidei) |
| Famiglia      | -idae        | -idi             | Hominidae (ominidi)    |
| Sottofamiglia | -inae        | -ine (o -ini)    | Homininae (ominine)    |
| Tribù         | -ini         | -ini             | Hominini (ominini)     |
| Sottotribù    | -ina         |                  | Hominina               |

Se un autore utilizza altra categoria intercalata per convenienza, è libero di utilizzare la terminazione latina che desidera, differente dalle obbligatorie. È frequente utilizzare, per esempio la terminazione -itae per le supertribù.
I nomi del livello famiglia debbono formarsi obbligatoriamente sopra la radice del genitivo di un nome di livello genere considerato valido e contenuto nel taxon che si nomina. Così, se prendiamo il genere Homo, il cui genitivo è Hominis, la cui radice è Homin-, si formano tutti i nomi del livello famiglia visti anteriormente (Homin-idae, Homin-inae, ecc.). I nomi Homidae, Hominae, ecc., formati sopra il nominativo sarebbero sbagliati.

#### Nomi di livello genere
I nomi di livello genere sono sostantivi singolari di due o più lettere, nel caso nominativo. Devono essere riferiti a uno dei generi grammaticali latini (maschile, femminile o neutro) e scritti sempre con un tipo di carattere differente dal testo normale nel quale si trovano, in corsivo quando il testo è scritto normale e normale quando il testo è scritto in corsivo.
Il genere deve avere associato almeno una specie, il nome della quale dovrà concordare con il suo genere grammaticale. Il genere grammaticale è quello fornito dai dizionari usuali di latino e greco classico. Conviene consultare tali dizionari e non fidarsi delle apparenze; così, Felis è femminile (e da qui il nome Felis marginata - non marginatus, che sarebbe maschile), Lepisma è neutro e Sitona è maschile.
I nomi sottogenerici si scrivono tra parentesi intercalate fra il nome del genere e quello della specie. Così, in Buprestis (Yamina) sanguinea, Buprestis è il genere, Yamina è il sottogenere e sanguinea è la specie (notate che viene usato il corsivo sempre quando si scrive un nome scientifico).

### Nomi binomiali e trinomiali
I nomi dei taxa di livello specie sono binomiali per la specie e trinomiali per la sottospecie, vale a dire, formati da due e tre parole rispettivamente.
Per i nomi delle specie, delle due parole citate, la prima corrisponde al nome del genere al quale appartiene e si scrive sempre con l'iniziale maiuscola; la seconda parola è il nome specifico e deve scriversi interamente in minuscolo e concordare grammaticalmente con il nome generico. Così, in Mantis religiosa, Mantis è il nome generico, religiosa il nome specifico e il binomio Mantis religiosa è il "nome scientifico", conferito a una certa specie di insetto dell'ordine Mantodea.
Nel nome scientifico assegnato alle specie, il nome specifico non deve mai andare isolato dal generico poiché manca di identità propria e può coincidere con specie differenti. Se si è citato precedentemente il nome completo e non vi è alcun dubbio a quale genere ci si riferisce, il nome del genere può abbreviarsi con la sua iniziale (M. religiosa).
Se una specie presenta due o più sottospecie, si formerá un trinomio. Per esempio, Felis silvestris presenta numerose sottospecie, tra esse Felis silvestris silvestris, il gatto selvatico europeo e Felis silvestris catus, il gatto domestico. Notate che se ci riferiamo in concreto al gatto selvatico, dobbiamo utilizzare la forma trinomiale Felis silvestris silvestris, che significa Felis silvestris sottospecie silvestris, per cui ripetere la parola silvestris non è ridondanza.
Quando si fa riferimento a un taxon del livello specie si raccomanda di indicare, dopo il binomio o il trinomio, il nome dell'autore (senza abbreviazione) che lo descrisse, e l'anno della sua pubblicazione, separati da una virgola. Per esempio, Sparedrus lencinae Vázquez, 1988.
Se il descrittore di una specie la collocò in un genere differente da quello che le viene assegnato attualmente, il suo nome e la data devono andare fra parentesi. Così, il nome scientifico della tortora comune deve scriversi Streptopelia turtur (Linnaeus, 1758); con questa parentesi si indica che la specie citata non fu originalmente descritta dentro al genere Streptopelia, nella quale attualmente si trova; in effetti, Carlo Linneo collocò questa specie nel genere Columba.

## Principio di priorità e sinonimia
Frequentemente uno stesso taxon possiede più di un nome, il che può creare molta confusione tra la comunità scientifica. Il Principio di autorità utilizzato prima dell'apparizione del Codice Internazionale di Nomenclatura Zoologica contribuì alla proliferazione di nomi e all'uso interessato degli stessi dai sostenitori di questo o quell'altro zoologo.
Dopo l'apparizione del Codice, tutti i nomi scientifici vigono con il principio di priorità, ovvero, il nome valido di un taxon è il nome più antico. Tutti gli altri nomi che gli sono attribuiti si considerano sinonimi.

## Omonimia
Se due taxa dello stesso livello hanno lo stesso nome, sono omonimi. In tutti gli altri casi deve applicarsi il principio di priorità che concede validità al nome descritto per prima rispetto a quelli descritti posteriormente. La differenza in una lettera è sufficiente per disfare la omonimia (calidus che significa caldo in latino e callidus che significa abile, non sono omonimi).
Per il livello genere, bisogna considerare che vi sono incluse le categorie tassonomiche genere e sottogenere e per tanto i nomi di entrambe le categorie possono cadere nell'omonimia.
Per esempio, Linneo (1758) denominò Bubo un genere di Uccelli della famiglia Strigidae; più tardi, Rambur (1842) descrisse il genere Bubo, genere di Insetti della famiglia Ascalaphidae. Entrambi i nomi sono del livello genere ed entrano in omonimia. McLachlan (1898) scoprì l'omonimia e creò il genere Bubopsis per sostituire il nome più recente (quello di Rambur); per tanto, il nome valido per questo genere di insetti è Bubopsis McLachlan, 1898. In definitiva, non possono esistere due nomi generici uguali in tutto il regno animale. Perciò, uno zoologo che descriva un genere nuovo per la scienza deve assicurarsi che il nome che sceglie non esista già. È, dunque, relativamente facile cadere nella omonimia. Uno strumento utile a questo proposito è il Nomenclatore Zoologico on line, che raccoglie più di 340.000 nomi di livello genere (generi e sottogeneri) del Regno Animale. Inoltre, è di consultazione obbligata Zoobank Archiviato il 4 ottobre 2008 in Internet Archive..
Per ciò che si riferisce al livello specie, il sistema è lo stesso, ma possono aversi casi più complessi, in cui si dà omonimia e sinonimia contemporaneamente. Per esempio:
La mosca azzurra comune si è chiamata per lungo tempo Calliphora erytrocephala (Meigen, 1826) e sotto questo nome sono stati pubblicati la maggioranza dei lavori sopra la  fisiologia di questa specie e specialmente alcuni molto importanti sopra la sua metamorfosi.
In realtà, Meigen descrisse la sua specie sotto il nome generico di Musca, usato in un significato ampio, linneano. Ma De Geer aveva descritto precedentemente (1776) una Musca erytrocephala distinta dalla mosca azzurra comune. Due specie differenti avevano, dunque, lo stesso nome (omonimi) e il principio di priorità obbligava che il nome più recente fosse cambiato. Il nome di Meigen, sebbene oggi sia riferito ad altro genere distinto di Musca, doveva essere perciò scartato. In tali casi, o si crea un nome nuovo o si utilizza il sinonimo più antico della specie in questione.
Se la Calliphora erytrocephala (Meigen, 1826) non avesse avuto sinonimi più recenti, il primo tassonomo che avesse constatato la omonimia avrebbe potuto ribattezzarla con un nome appositamente selezionato, per esempio, Calliphora meigeni o Calliphora rubrocapitata. Ma Robineau-Desvoidy aveva descritto nel 1830 una Musca vicina che realmente era la stessa specie di quella di Meigen (la mosca azzurra comune). Per cui la situazione era la seguente:
- 1776: Musca erytrocephala De Geer (non mosca azzurra)
- 1826: Musca erytrocephala Meigen (mosca azzurra)
- 1830: Musca vicina Robineau-Desvoidy (mosca azzurra)

Il nome di Meigen doveva, secondo il Codice, essere rifiutato e rimpiazzato con il primo sinonimo valido, quello di Robineau-Desvoidy:
- Calliphora vicina (Robineau-Desvoidy, 1830)

= Musca erytrocephala Meigen, 1826 (non De Geer, 1776).

## Tipi
Secondo il Codice Internazionale di Nomenclatura Zoologica tutto il taxon a livello specie deve avere almeno un esemplare dello stesso che serva come elemento di riferimento e confronto per altri zoologi, che sarà il tipo o esemplare tipico della specie o sottospecie. L'insieme di esemplari sopra i quali si basa la descrizione originale del taxon si chiama serie tipo o serie tipica. I tipi possono essere esemplari di qualunque sesso o fase di sviluppo (uovo, larva, adulto), completi o parziali, fossili o no e, fino al 1930 una esibizione dell'opera di un animale (fossile o no), come una branchia o un resto (icnofossile).
Il Codice riconosce i seguenti tipi:
- Sintipi. La descrizione di una nuova specie può essere fatta su una serie di esemplari che hanno lo stesso valore. Questa designazione era frequente prima dell'introduzione del concetto di olotipo.
- Olotipo. Un esemplare unico, scelto dall'autore per descrivere la specie e designato esplicitamente.
- Allotipo. Campione designato dalla serie tipo che è del sesso opposto all'olotipo. Si tratta sostanzialmente di un paratipo di sesso opposto all'olotipo designato esplicitamente dall'autore della descrizione.
- Paratipi. Il resto di esemplari della serie tipo, escluso l'olotipo e l'allotipo. Possono essere anche molto numerosi.
- Lectotipo. Se l'autore della descrizione originale non sceglie un olotipo, ma si limita a indicare una serie di sintipi (pratica comune fino alla metà degli anni quaranta o cinquanta del XX secolo), qualunque autore posteriore può designare esplicitamente tra i sintipi un esemplare unico che si converta nell'esemplare tipico della specie, e che riceve il nome di Lectotipo. Equivale all'olotipo quando esso non ebbe designazione originale. Per essere valido il lectotipo deve essere designato in una pubblicazione scientifica e deve essere accompagnato da una dichiarazione esplicita che lo scopo della designazione sia chiarire l'applicazione del nome a un taxon.
- Paralectotipi. Il resto di esemplari della serie tipo (originariamente indicati come sintipi), dopo la designazione del lectotipo.
- Neotipo. Quando si ritiene che l'olotipo, il lectotipo, i neotipi precedenti o i sintipi siano perduti ed è necessario individuare un tipo per chiarire il nome di un taxon è possibile designare un neotipo. Per essere valido il lectotipo deve essere designato in una pubblicazione scientifica e a precise condizioni stabilite dal codice di nomenclatura zoologica. L'esistenza di paratipi o paralectotipi non preclude la designazione di un neotipo.

Tutti i tipi devono essere intitolati adeguatamente con un'etichetta cospicua e sorvegliati in modo speciale dalle persone o istituzioni che li sostengono, permettendo il loro studio a tutti gli zoologi, poiché sono patrimonio della zoologia.